# Houston Skippers
La Houston Skippers è stata una squadra di hockey su ghiaccio americana di Houston, in Texas. Fondata il 12 maggio 1946, questa squadra giocò solo in quell'anno, finendo ultima in classifica. Prima dell'inizio della stagione 1947, la squadra cambiò il proprio nome in Houston Huskies.